# ريجورافينب
يحتوي ستيفارجا على المادة الفعالة ريجورافينب (بالإنجليزية: Regorafenib)‏ وهو دواء يتم تناوله لعلاج السرطان عن طريق إبطاء نمو الخلايا السرطانية وانتشارها، وقطع إمدادات الدم التي تحافظ على نمو هذه الخلايا. ويتم تناوله لعلاج:
1. سرطان القولون أو سرطان المستقيم الذي انتشر إلى أجزاء أخرى من الجسم لدى المرضى البالغين الذين تلقوا علاجات أخرى أو لا يمكن علاجهم بالأدوية الأخرى (من نحو العلاج الكيميائي القائم على فلوروبيريميدين) .
2. الأورام اللحمية المعوية، وهو نوع من سرطان المعدة والأمعاء الذي انتشر إلى أجزاء أخرى من الجسم وغير قابل للجراحة.ولدى المرضى البالغين الذين تم علاجهم سابقا باستخدام الأدوية الأخرى المضادة للسرطان (إيماتينيب والسونيتينيب).

## طريقة عمل الدواء
يعمل دواء ريجورافينب كمثبط لإنزيم الكاينييز، وهو إنزيم مهم لعمل عملية الفسفرة الضرورية لصناعة بروتينات للخلية، مما يبقي الخلية نشطة. فإذا تم تثبيط هذا الإنزيم، فبذلك نضمن إيقاف نشاط الخلية السرطانية وموتها. ولهذا الدواء تأثير في قطع إمدادات الشرايين  الصغيرة للخلايا السرطانية من خلال تثبيط مكاني الهدف الثنائي على إنزيمي VEGFR2 –TIE2 وتايروسين كاينييز.

## موانع الاستخدام
إذا كنت تعاني حساسية من ريجورافينب أو من أي من المكونات الأخرى في هذا الدواء، فهناك تحذيرات واحتياطات يجب التنبه لها وأخذها بعين الاعتبار:
1.إذا كان هناك مشاكل في الكبد: بما في ذلك متلازمة جيلبرت مع وجود علامات مثل: تغيير لون الجلد للون مصفر وتغيير لون بياض العينين للون مصفر وبول داكن اللون وارتباك أو توهان.
2. إذا كان المريض يعاني أو عانى من أي مشاكل في النزف، إذا  كان المريض يتناول وارفارين، فينوبروكومون أو أي دواء آخر يزيد من سيولة الدم لمنع حدوث جلطات في الدم.
3. إذا كان المريض يعاني من ألم في الصدر أو مشاكل في القلب
4. إذا تم إصابة المريض بصداع شديد ومستمر، اضطرابات بصرية، نوبات صرع، تغيير للحالة الذهنية (مثل الارتباك، فقدان الذاكرة).
5. إذا كان المريض يعاني من ارتفاع في ضغط الدم.
6. إذا كان المريض قد قام بإجراء عملية جراحية حديثاً أو سوف يجري قريباً،  قد يكون لريجورافنيب تأثير على الطريقة التي تلتئم بها الجروح.
7.  إذا كان المريض يعاني من مشاكل في الجلد، يمكن أن يسبب ريجورافينب احمرارا، وألما، أو تورما، أو ظهور بثور على راحتي اليدين، أو باطن القدمين.

## استخدامه للأطفال
لم يستخدم «ريجورافنيب» مع الأطفال والمراهقين المصابين بسرطان القولون، أو سرطان المستقيم الذي انتشر إلى أجزاء أخرى من الجسم.و لم يتم إثبات سلامته وفعاليته لهذه الفئة من المرضى في حالات الأورام اللحمية المعوية.

## تأثير الأدوية على عمل دواء ستيفارجا
إذا كان المريض يتناول أية أدوية أخرى يتم الحصول عليها بدون وصفة طبية أو حتى أدوية متاحة بدون إرشادات طبية، مثل الفيتامينات، والمكملات الغذائية، أو الأدوية العشبية، فيجب التنبه إلى إلى أن بعضاً من هذه الأدوية قد يؤثر على طريقة عمل ريجورافينب، أو قد يؤثر هذا الأخير على كيفية عمل هذه الأدوية، ويسبب آثارا جانبية خطيرة،  وتتمثل هذه الأدوية في:
1. بعض الأدوية التي تستخدم لعلاج الالتهابات الفطرية، مثل: الكيتوكونازول، الايتراكونازول، البوزاكونازول، الفوريكونازول.
2. بعض الأدوية التي تستخدم لعلاج الألم، مثل: حمض الميفيناميك، داي الفلونيزال، حمض نيفلوميك.
3. بعض الأدوية التي تستخدم لعلاج  الالتهابات البكتيرية، مثل: ريفامبيسن،  كلاريثروميسين، تليثروميسين.
4. بعض الأدوية التي تستخدم لعلاج الصرع، مثل: الفينيتوين، كاريامازيبين، الفينوباربيتال.
الميثوتركسات، وهو دواء يستخدم لعلاج السرطان، والديجوكسين، وهو دواء يستخدم لعلاج قصور القلب. والوارفارين أو فينوبروكومون، وهذه الأدوية يتم تناولها عادة لزيادة سيولة القلب  و.(نبات سانت جون (وهو دواء عشبي يتم الحصول عليه بدون وصفة طبية لعلاج الاكتئاب.في حين أن استخدام المكملات الغذائية أوميغا 3 تزيد من فعالية الدواء.

### ريجورافينيب مع الطعام والشراب
على المريض تجنب شرب عصير الجريب فروت مع ريجورافينب، لأن ذلك قد يؤثر على كيفية عمل ريجورافينب.

### ريجورافينيب والحمل
ريجورافينب غير آمن أثناء الحمل والرضاعة، وله تأثير على الخصوبة لدى الرجال والنساء.

### الجرعة المناسبة للدواء
للبالغين 4 أقراص من ستيفارجا 40مليغرام (160 ملي غرام ريجورافينب)

### الأعراض الجانبية الأكثر شيوعا
1. تفاعلات جلدية (طفح جلدي، بثور، احمرار، تورم، حكة، تقشير الجلد)
2. الإسهال
3. تقرحات وجفاف الفم
4. قلة الشهية
5. ارتفاع ضغط الدم
6. الإرهاق
7. متلازمة احمرار وصعوبة الإحساس براحه اليد وأخمص القدم.

### الآثار الجانبية الأقل شيوعا
1. مشاكل في الكبد.
2. النزف.
3. مشاكل حادة في المعدة ومشاكل في الأمعاء (حدوث ثقوب في الجهاز الهضمي أو حدوث ناسور).
4. انخفاض في عدد الصفائح الدموية.
5. تغيرات في الصوت شعور بالغثيان.
6. قيء.
7. ارتفاع مستويات البيليروبين في الدم.
8. تساقط الشعر.
9. ارتفاع درجة حرارة الجسم.
10. فقدان الوزن.
11. قصور في الغدة الدرقية.
12. مستويات منخفضة من البوتاسيوم، الفوسفات، الكالسيوم، الصوديوم، المغنسيوم في الدم.
13. مستوى عالي من حمض اليوريك في الدم.

## تخزين دواء ريجورافينب
1. يحفظ بعيدا عن متناول الأطفال
2. يحفظ في درجة حرارة تحت 30 درجة مئوية
3. يحفظ داخل العبوة الأصلية لحمايته من الرطوبة
4. يجب إبقاء العبوة مغلقة بإحكام
5. يجب إبقاء المادة الماصة للرطوبة داخل العبوة
6. يتم التخلص من الدواء بعد سبعة أسابيع من بداية فتح العبوة